# Spoladea mimetica
Spoladea mimetica là một loài bướm đêm trong họ Crambidae.